# Parafia Niepokalanego Serca Najświętszej Maryi Panny w Świerznie
Parafia pw. Niepokalanego Serca Najświętszej Maryi Panny w Świerznie – parafia należąca do dekanatu Polanów, diecezji koszalińsko-kołobrzeskiej, metropolii szczecińsko-kamieńskiej. Została utworzona 25 stycznia 1974. Siedziba parafii mieści się w Świerznie pod numerem 40.

## Miejsca święte

### Kościół parafialny
Kościół pw. Niepokalanego Serca Najświętszej Maryi Panny w Świerznie
Kościół parafialny został zbudowany w 1710 roku jako obiekt szachulcowy. Poświęcony 12 maja 1947.